# Świadkowie Jehowy w Antigui i Barbudzie
Świadkowie Jehowy w Antigui i Barbudzie – społeczność wyznaniowa w Antigui i Barbudzie, należąca do ogólnoświatowej społeczności Świadków Jehowy, licząca w 2023 roku 481 głosicieli, należących do 7 zborów. Na dorocznej uroczystości Wieczerzy Pańskiej w 2023 roku zgromadziło się 1301 osób. Działalność miejscowych głosicieli koordynuje Amerykańskie Biuro Oddziału w Wallkill w Stanach Zjednoczonych. Biuro Krajowe znajduje się na Antigui.

## Historia
Działalność kaznodziejską rozpoczęto w 1914 roku. W roku 1934 William Byam zetknął się ze Świadkami Jehowy na Trynidadzie. Wkrótce powrócił na Antiguę, gdzie w stolicy powstała grupa zainteresowanych. W okresie II wojny światowej działalność została zakazana.
W roku 1948 misjonarze Szkoły Gilead z łodzi Sibia rozpoczęli regularną działalność misyjną. W 1952 roku zanotowano liczbę 35 głosicieli, a dwa lata później 50. W roku 1955 po raz pierwszy zorganizowano kongres pod hasłem „Tryumfujące Królestwo”. W 1957 roku powstał pierwszy (64-osobowy) zbór, a dwa lata później drugi.
W 1961 roku liczba głosicieli przekroczyła 100 osób, powstał również trzeci zbór. Dwanaście lat później liczba głosicieli osiągnęła 150 osób. W roku 1977 wybudowano na Antigui Salę Królestwa na 500 osób, jedną z największych na całym archipelagu Wysp Nawietrznych. W roku 1978 w Saint John’s odbył się kongres pod hasłem „Zwycięska wiara”.
W roku 1982 zanotowano liczbę 200 głosicieli – powstał czwarty zbór. W 1993 roku przekroczono liczbę 300 głosicieli. W latach 90. XX wieku powstało nowe Biuro Oddziału, a w roku 2000 powstał szósty zbór. W 2009 roku zanotowano liczbę 475 głosicieli w 7 zborach, a w roku 2010 zanotowano najwyższą w historii wysp liczbę głosicieli – 524. W 2012 roku nadzór nad działalnością miejscowych wyznawców przejęło Biuro Oddziału na Barbadosie (do 2019 roku koordynowało działalność w Antigui i Barbudzie). We wrześniu 2017 roku zorganizowano pomoc humanitarną dla poszkodowanych przez huragan Irma. Wszystkich 11 głosicieli z Barbudy ewakuowano na Antiguę, gdzie pomocy udzielił im Komitet Pomocy Doraźnej składający się z wolontariuszy Świadków Jehowy.
Kongresy odbywają się w języku angielskim, amerykańskim języku migowym i hiszpańskim.